# Hooked on High Heels
Hooked On High Heels, är det tredje albumet av hårdrocksbandet Axewitch, utgivet 1985.

## Låtlista
1. City's On Fire
2. Evolution
3. Too Much Hollywood
4. World Of Illusions
5. Nightcomers
6. Tracks Of Blood
7. Alpha And Omega
8. Shadows Through The Night
9. Backstage Queen
10. Leather And Passion